# كأس كوسوفو 2014–15
كأس كوسوفو 2014–15 هو موسم من كأس كوسوفو. فاز فيه FC Feronikeli 74 ‏.